# Gene Loves Jezebel
Gene Loves Jezebel je velšská rocková skupina, založená v roce 1980. Založili ji bratři Jay a Michael Astonovi; dále původní sestavu doplňovali Ian Hudson (kytara), Stephen Davis (baskytara) a Snowy White (bicí). Později skupinou prošla řada dalších hudebníků. Od konce devadesátých let existují dvě skupiny tohoto jména; jednu vede Jay Aston a druhou jeho bratr.

## Spolupráce s Johnem Calem
Své první album nazvané Promise kapela vydala v roce 1983. Později začala pracovat na nových nahrávkách, které produkoval Velšan John Cale. Michael Aston o spolupráci s Calem řekl: „Vycházeli jsme s ním dobře, ale Bože, on je tak nevyzpytatelný, téměř psychotický. V jednu chvíli byl skutečně zapojen [do procesu nahrávání], potom na nás křičel, ať vypadneme.“ Jay Aston zase prohlásil: „Opravdu to zní velmi romanticky, ale jeho legendární status byl sekundární k tomu, že byl Velšan.“